# 孟宾
孟宾是缅甸掸邦景栋县孟宾镇区下辖的一个镇。该镇位于距离景栋以西60公里的狭窄山谷内。